# Papyrocranus
Papyrocranus – rodzaj słodkowodnych ryb kostnojęzykokształtnych z rodziny brzeszczotkowatych (Notopteridae).

## Występowanie
Występują w wodach Afryki Środkowej i Zachodniej.

## Cechy charakterystyczne
Brak płetw brzusznych.

## Klasyfikacja
Gatunki zaliczane do tego rodzaju:
- Papyrocranus afer
- Papyrocranus congoensis